# Val-Sonnette
Val-Sonnette község Franciaország Burgundia-Franche-Comté régiójában, Jura megyében. Új községként 2025. január 1-jén jött létre Bonnaud, Grusse, Vercia és Vincelles község egyesítésével. A korábbi községek egyesülésekor az új község lélekszáma 960 fő lett. Lakosainak száma 1309 fő (2022. január 1.).

## Népesség
| 2021 | 1 302 |
| 2022 | 1 309 |